# گئورگ کاراپتیان
گئورگ کاراپتیان (ارمنی: Գևորգ Կարապետյան؛ زادهٔ ۱۰ ژوئن ۱۹۹۰) یک بازیکن فوتبال اهل ارمنستان است.

## باشگاهی
از باشگاه‌هایی که در آن بازی کرده‌است می‌توان به آرارات ایروان، بانانتس، میکا، آلاشکرت، و باشگاه فوتبال اورنج کانتی بلوز اشاره کرد.

## تیم ملی
وی همچنین در زیر ۲۱ سال ارمنستان بازی کرده است.

## افتخارات
- لیگ دسته اول فوتبال ارمنستان: ۲۰۱۰
- لیگ برتر فوتبال ارمنستان: ۲۰۱۳–۱۴
- جام استقلال ارمنستان نایب قهرمان: ۲۰۱۴–۲۰۱۵
- سوپر جام فوتبال ارمنستان: ۲۰۱۴
- Source(s):[۱]